# 锝化合物
锝化合物是锝（Tc）元素形成的化合物。由于锝的所有同位素都具有放射性，锝的所有化合物也都具有放射性。高锝酸盐可用于医疗。

## 卤化物
Tc(II)和Tc(III)的氯化物可由四氯化锝的热分解得到。Tc(IV)的卤化物仅已知四氯化锝（TcCl4）和四溴化锝（TcBr4），而同族更重的铼的四种卤素的化合物都是稳定的。四氯化锝在水中部分水解，溶于盐酸生成TcCl2−
6，将含TcCl2−
6的物种与氟化氢钾共熔，可以制得TcF2−
6，这一氟代物种具有较高的水解稳定性。溴代和碘代物种也可由TcCl2−
6和相应的卤化氢反应得到。对于TcCl2−
6和TcBr2−
6来说，它们可以发生如下的水合反应：
TcX2−
6 + H
2O ⇌ Tc(H
2O)X−
5 + X−

当Cl−
浓度小于3 mol·L-1时能够观察到Tc(H
2O)
2Cl
4的生成。
五氟化锝（TcF5）是Tc(V)唯一的卤化物，为黄色低熔点（50°C）的固体，在水中水解，生成TcO
2、TcF2−
6和TcO−
4。拟卤配离子Tc(NCS)−
6可由[(CH3)4N]+沉淀。六氟化锝（TcF6）可由锝粉和氟气直接反应制得。它是低熔点（37.4°C）、低沸点（55.3°C）的化合物，标准状况下为金黄色液体，加热时熔化为黄色液体或得到无色气体。它和NO、NOF、NO2F反应，分别生成NOTcF6、(NO)2TcF8和NO2TcF7。卤氧化物TcOF4和TcOCl4是已知的。Tc(VII)的卤化物尚未发现，但卤氧化物（如TcO3F和TcO3Cl）已有报道。TcO3F可由二氧化锝（TcO2）和氟（F2）反应得到，它的熔点为18.3°C。TcO2F3最初于1982年被报道，由七氧化二锝和六氟化氙反应得到。TcO2F3和二氟化氪反应，可以得到TcOF5。

## 氧化物及硫属化物
Tc(III)的氧化物尚未制得，但三元氧化物如深紫色的NaTcO2是已知的。Tc(IV)的相应的物种二氧化锝（TcO2）可由TcCl2−
6和碳酸盐反应，沉淀出TcO2·2H2O，再在真空中脱水得到。二硫化锝（TcS2）可由七硫化二锝（Tc2S7）的热分解得到。三元氧化物M2TcO3或M4TcO4是已知的。
Tc(VII)的氧化物七氧化二锝（Tc2O7）是锝最常见的氧化物，它可由金属锝在450-500°C氧化得到：
4 Tc + 7 O2 → 2 Tc2O7
Tc2S7可由酸化的高锝酸盐和硫化氢反应得到。Tc2S7受热分解，生成TcS2。含硒、碲的物种TcSe2和TcTe2由元素单质按化学计量比反应得到。

## 高锝酸盐
七氧化二锝（Tc2O7）和水反应生成高锝酸（HTcO4），和碱反应生成高锝酸盐。高锝酸与金属的氧化物或氢氧化物反应也能得到高锝酸盐。碱金属和铊(I)的偏高锝酸盐为无色晶体，其溶解度介于相应的高锰酸盐和高铼酸盐之间。高锝酸铵加热可以分解，生成二氧化锝（TcO2），而高锝酸钾可以熔融甚至沸腾而不分解。高锝酸铵和无水氟化氢反应，生成高锝酰氟（TcO3F）；和Fe2+在盐酸介质中发生氧化还原反应，最终生成TcCl2−
6物种。
高锝酸盐可用于医学显像诊断。
取代的高锝酸盐，如氮代高锝酸盐、氢配合物（TcH2−
9）也是已知的。

## 簇合物

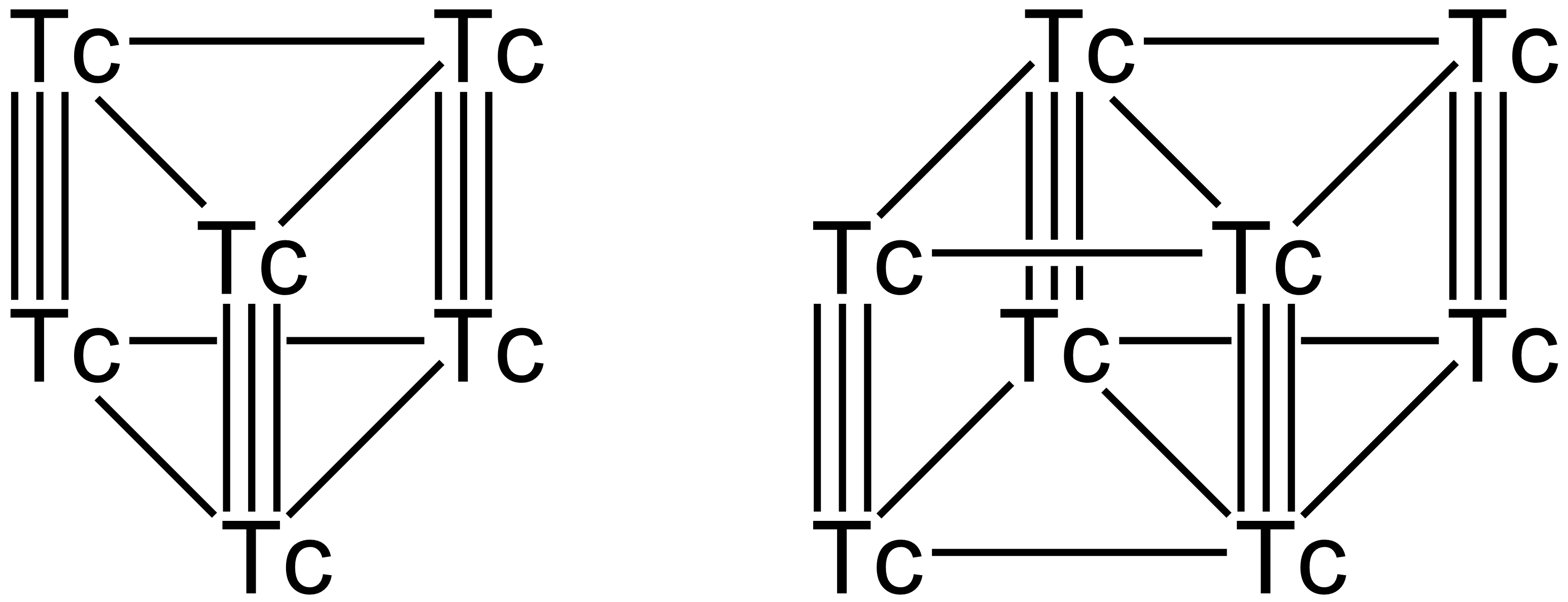
锝的簇合物的三棱柱和四棱柱结构，代表物质分别为[(CH_{3})_{4}N]_{2}[Tc_{6}Cl_{12}]和[Tc_{8}Br_{12}]Br。

锌粉在100°C的浓盐酸中还原高锝酸盐，可以得到Tc
2Cl3−
8阴离子簇，各种盐（如K+、Y3+、PyH+、铵盐及季铵盐）均已制得。在乙酸和盐酸的混合物中，用加压的氢气还原高锝酸盐，可以得到笼状的[Tc2(CH3COO)4]Cl2。其高锝酸盐[Tc2(CH3COO)4](TcO4)2与2,2-二甲基丙酸的取代物{Tc2[(CH3)3CCOO]4}Cl2也是已知。
[Tc2Cl8]3−可以和与O2发生氧化加成反应，生成[Tc2Cl8O2]3−，产物在盐酸中分解，生成[TcO(OH)Cl4]2−和[TcCl6]2−。相应的[Tc2Cl8]2−氧化生成的[Tc2Cl8O2]2−则很不稳定，甚至在非质子溶剂中即可分解为[TcCl6]2−。[Tc2Cl8]3−和[Tc2Cl8]2−和Br−或I−可以发生配体取代反应，混合取代产物如{[Tc8Br2I2(μ-Br)4(μ-I)4]I2}2−是已知的。非卤配体也能发生类似反应：
[Tc2Cl8]3− + 4 CH3COO− ⇌ [Tc2(CH3COO)4Cl2]− + 6 Cl−
[Tc2Cl8]3− + 4 C5H4(OH)N ⇌ [Tc2(C5H4ON)4Cl] + 7 Cl− + 4 H+